# 鍋島信太郎
鍋島信太郎（なべしま のぶたろう、1892年3月28日 - 1973年8月22日）は、日本の数学者・数学教育学者。

## 人物・来歴
和歌山県橋本市出身。和歌山県師範学校予備科卒、東京高等師範学校卒、東京高等師範学校教授、1949年東京教育大学教授。1956年定年退官、日本数学教育学会名誉会員。

## 著書
- 『新三角法初歩』目黒書店, 1925
- 『数学教育の諸断面』目黒書店, 1933
- 『数学教授法』目黒書店, 1933
- 『真実性に立つ算術新教育』三友社, 1936
- 『算術教育』 (教育研究叢書) 藤井書店, 1937
- 『数学教育の諸問題』目黒書店, 1943
- 『数と数学』 (数学文庫 理学社, 1947
- 『数学物語』革新社, 1948
- 『一般数学 新制準據』池田書店, 1949
- 『幾何 新制準據』池田書店, 1951
- 『幾何学研究』池田書店, 1952
- 『解析Ⅰ』池田書店, 1952
- 『数学2問題精選』池田書店, 1961

### 共編著
- 『数学教育の革新』編. 目黒書店, 1926
- 『数理統計学初歩』横地清 共著. 池田書店, 1950.12
- 『中学生の数学研究 実力養成 図形篇』小松喬生 共著. 国民図書刊行会, 1952
- 『中学生の数学研究 実力養成 数式編』長岡孝麿 共著. 国民図書刊行会, 1952
- 『解析新研究』野崎正雄 共著. 池田書店, 1952
- 『数学教育』 (教職教養シリーズ) 横地清 共著. 誠文堂新光社, 1953
- 『解析(1)基本問題集 教科書傍用』野崎正雄共編. 池田書店, 1953
- 『解析基礎的研究』内田虎雄 共著. 池田書店, 1953
- 『数学事典』編. 池田書店, 1953
- 『算数科教材研究』時田幸男共編. 大日本図書, 1955
- 『中学校数学科教材研究』時田幸男共編. 大日本図書, 1955
- 『数学1新研究 代数編』野崎正雄 共著. 池田書店, 1956
- 『算数教材研究講座』第1-6 戸田清共監修. 金子書房, 1956-57
- 『中学校数学教材研究講座』第1-6 戸田清 (数学教育学者)共監修. 金子書房, 1957
- 『中等数学教育研究』時田幸男共編. 大日本図書, 1957
- 『現代数学教育史』小倉金之助共著. 大日本図書, 1957
- 『数学2新研究』野崎正雄 共著. 池田書店, 1957
- 『数学3新研究』野崎正雄 共著. 池田書店, 1958
- 『代数初歩 中学から高校へ』野崎正雄共著. 池田書店, 1959
- 『新制数学1新研究』野崎正雄 共著. 池田書店, 1963

### 翻訳
- 『数学教育の進歩』訳編. 目黒書店, 1931
- ファイン『理論的並びに歴史的に見たる代数学の数系統』共立社書店, 1931
- ペリイ、ムーア『数学教育論』岩波文庫 1936
- W.リーツマン『初等数学史概要』三省堂, 1943